# 흑산초등학교 심리분교
흑산초등학교 심리분교는 전라남도 신안군 흑산면 심리에 있었던 초등학교이다.

## 연혁
- 1952년 12월 12일 흑산서국민학교 심리분교장 설립인가
- 1956년 8월 26일 흑산심리국민학교 승격 개교
- 1967년 4월 1일 도서벽지학교 '갑'급 지정
- 1975년 8월 1일 도서벽지학교 '갑'급 재지정
- 1979년 2월 1일 도서벽지학교 '특'급 조정
- 1982년 3월 1일 도서벽지학교 '갑'급 조정
- 1986년 1월 1일 도서벽지학교 '가'급 조정
- 1988년 3월 1일 흑산국민학교 심리분교장 격하 편입
- 1996년 3월 1일 흑산초등학교 심리분교 개칭
- 2000년 3월 1일 폐교 및 흑산초등학교 통폐합